# Tuberolamia
Tuberolamia is een kevergeslacht uit de familie van de boktorren (Cerambycidae). De wetenschappelijke naam van het geslacht werd voor het eerst geldig gepubliceerd in 1940 door Breuning.

## Soorten
Tuberolamia omvat de volgende soorten:
- Tuberolamia andicola Breuning, 1940
- Tuberolamia grilloides Touroult & Demez, 2012